# بيتر تايلور (سياسي)
بيتر تايلور (بالإنجليزية: Angus Taylor)‏ هو محامي وسياسي أسترالي، ولد في 30 سبتمبر 1966 في أستراليا. حزبياً، نشط في الحزب الليبرالي الأسترالي. وقد انتخب عضو مجلس النواب الأسترالي عن دائرة Division of Hume ‏ (7 سبتمبر 2013 – ).